# NGC 7770
NGC 7770 je čočková galaxie v souhvězdí Pegas. Její zdánlivá jasnost je 13,6m a úhlová velikost 0,8′ × 0,7′. Je vzdálená 191 milionů světelných let, průměr má 40 000 světelných let. Spolu s NGC 7769 a NGC 7771 je galaxie součástí trojice interagujících galaxií Holm 820. Galaxii objevil 5. listopadu 1850 Bindon Stoney, asistent Williama Parsonse.

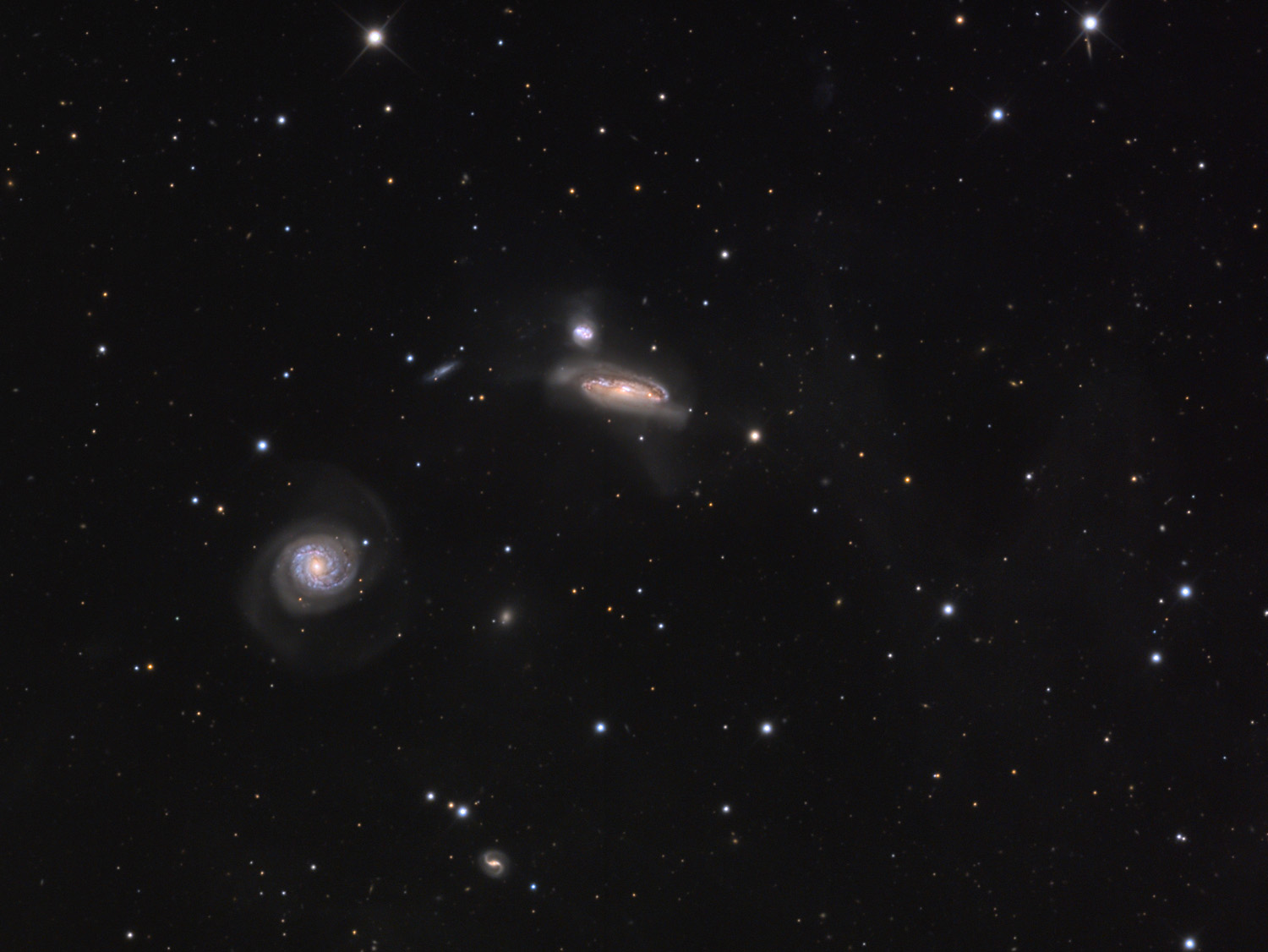
NGC 7770 s NGC 7769 a NGC 7771